# Le Monde comme volonté et comme représentation
 (février 2018).
Si vous disposez d'ouvrages ou d'articles de référence ou si vous connaissez des sites web de qualité traitant du thème abordé ici, merci de compléter l'article en donnant les références utiles à sa vérifiabilité et en les liant à la section « Notes et références ».
Le Monde comme volonté et comme représentation (Die Welt als Wille und Vorstellung) est l'œuvre principale du philosophe allemand Arthur Schopenhauer, publiée pour la première fois chez Brockhaus à Leipzig en 1819.
En 1844 parait une seconde édition, augmentée des Suppléments.

## Présentation
L'ouvrage se compose de deux volumes depuis la deuxième édition publiée en 1844. Le premier volume contient le texte de la première édition enrichi de quelques ajouts mineurs tandis que l'annexe — la critique de la philosophie kantienne — a été sensiblement modifiée par l'auteur. Le premier volume est divisé en quatre livres qui traitent alternativement du monde comme représentation et du monde comme volonté. Le second volume, contenant plus de pages, sert de complément au premier dont il reprend les divisions.
Pour expliquer le choix de faire paraître les suppléments dans un second volume séparé, Schopenhauer explique dans la préface que 24 années se sont écoulées entre la publication de la première édition et de la deuxième. Contrairement à ce qu'aurait donné une refonte globale, il est ainsi possible de suivre l'évolution de sa pensée.

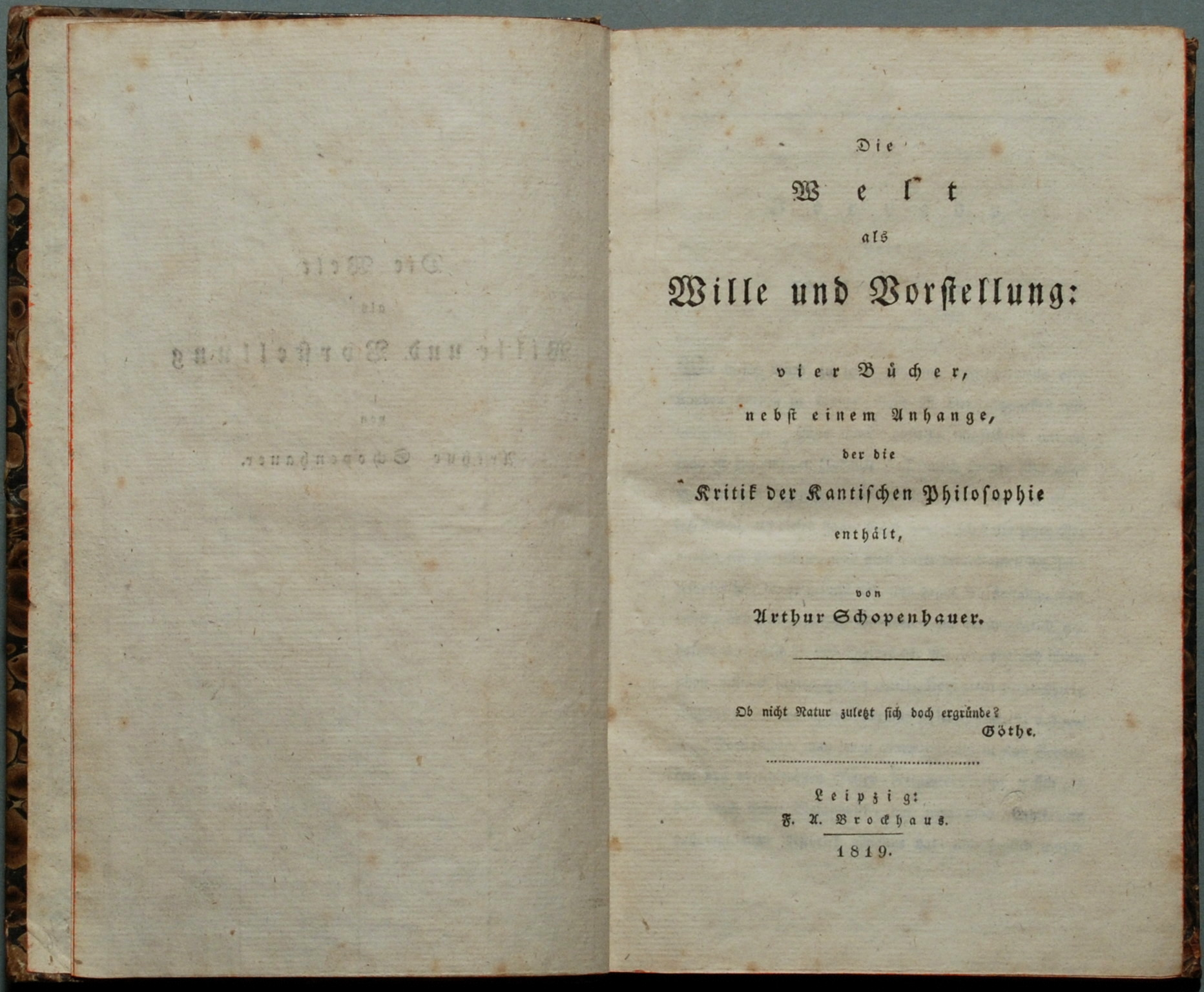
Page de titre de la première édition - 1819.

La réception et l'impact des écrits de Schopenhauer ne sont intervenus que dans les dernières années de sa vie. Dans la préface à la troisième édition (augmentée encore de 136 pages), Schopenhauer se montre plus conciliant. Il renvoie à d'autres additifs dans le second volume des Parerga et Paralipomena (1851) qu'il a écrit sept ans après la publication de la deuxième édition du Monde comme Volonté et comme Représentation : « Seulement, je dus les placer où je pus, car il était fort douteux que je puisse vivre assez longtemps pour voir cette troisième édition. » Cette troisième édition a été publiée en 1859, un an avant la mort du philosophe.

## Vue d'ensemble

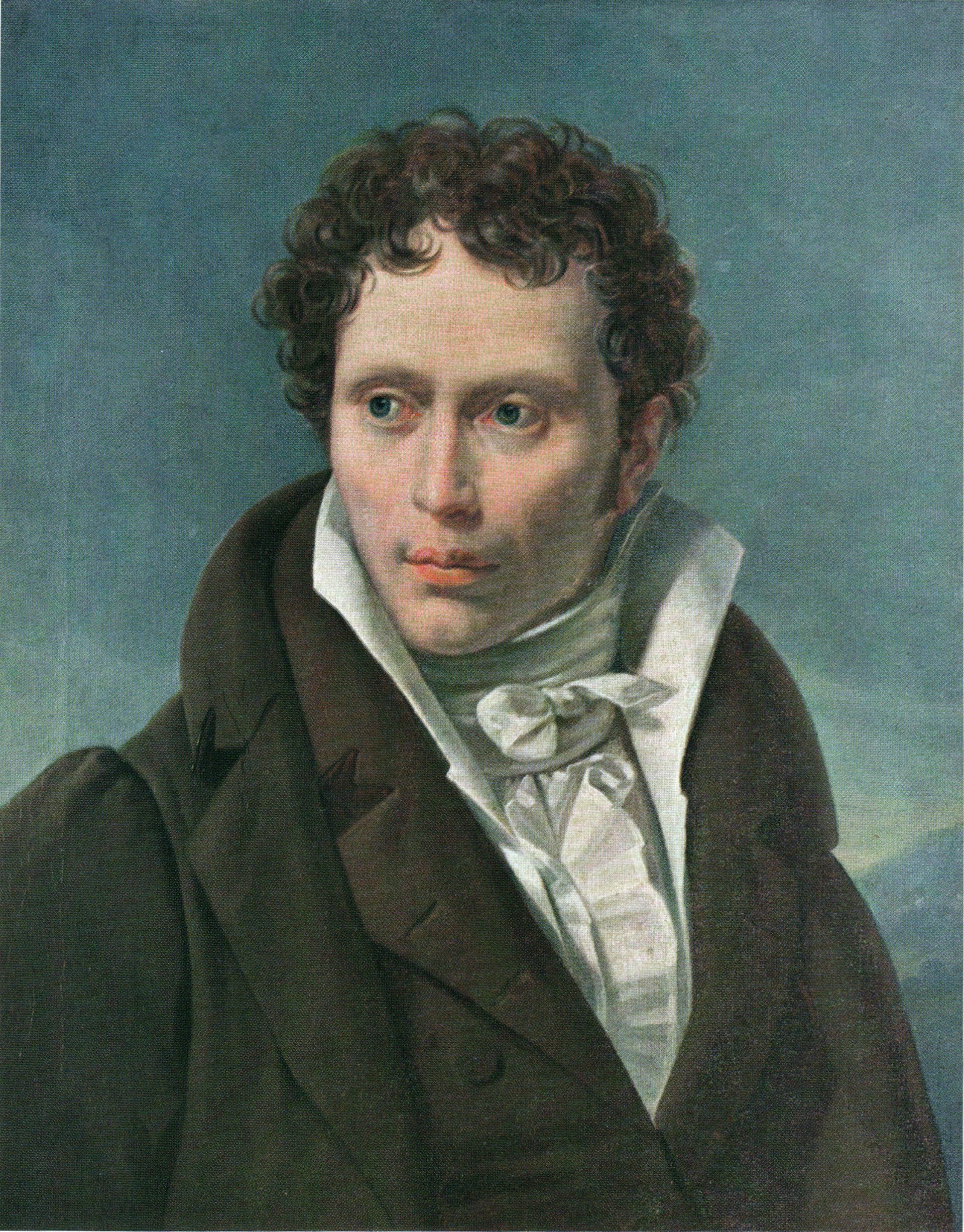
Schopenhauer en 1815.

Selon Jean-Marie Paul, « Le Monde a fait pour toujours de Schopenhauer le philosophe du vouloir ». Dans l'expérience du vouloir, l'individu se reconnaît immédiatement lui-même, puisque, comme le dit Schopenhauer, « le connaissant et le connu coïncident »: le sujet et l'objet ne font donc qu'un, commente Jean-Marie Paul. Le vouloir « est la chose en soi »: c'est, écrit Schopenhauer, « l'essence de toute chose, le fond de tous les phénomènes ».
L’œuvre majeure de Schopenhauer se répartit en quatre livres, chacun traitant un thème essentiel : épistémologie, métaphysique, esthétique et éthique.
Schopenhauer vise à une explication complète du monde dans tous ses aspects et de tous les points de vue, tâche que le philosophe engage par les concepts de « volonté » et de « représentation ». Tous ses travaux ultérieurs consisteront à développer les idées fondamentales exposées dans son magnum opus.
La conviction fondamentale de Schopenhauer — et qui est la clef de voûte de son système — est que le monde est pure volonté d'une part, et d'autre part qu'il ne nous est donné que comme représentation, ainsi que l'indique le titre de l'ouvrage. Sous le concept de représentation, Schopenhauer comprend les fonctions mentales responsables des modalités de la connaissance d'un être connaissant. Sous le concept de volonté, Schopenhauer, inspiré par la philosophie orientale, comprend l'existence d'un principe cosmique responsable de l'existence individuelle au monde et qui peut être qualifié comme « un désir de vie aveugle et sans but ». Pour Schopenhauer, les personnes, les animaux, les plantes ainsi que les pierres et toute forme de matière relèvent de ce principe dans lequel il voit donc « la chose en soi ». Selon Schopenhauer, n'existe dans le monde des objets qu'une individualité, quelles qu'en soient les infinies variétés. La volonté constitue l'unité également présente et commune à l'homme comme à la pierre.
Schopenhauer pense que la représentation individuelle nous empêche de reconnaître le monde — c'est-à-dire la volonté — tel qu'il est dans son ensemble et pas seulement en nous-mêmes. Schopenhauer voit dans cette perception du monde saisi comme une représentation, qui est une mesure subjective de la volonté individuelle, une explication de l'égoïsme. Par la négation de notre volonté individuelle, il y a moyen de sortir du monde comme pure représentation, ce qui nous permet de reconnaître la même volonté et la même souffrance en toute chose. La métaphysique de Schopenhauer est donc étroitement liée à son éthique. Selon Schopenhauer, l'art offre une possibilité de négation temporaire de la volonté.

## Inspiration
Le fondement premier de la pensée de Schopenhauer se trouve être la théorie des idées de Platon (« le divin Platon » écrit-il dans la préface de sa thèse de doctorat De la quadruple racine du principe de raison suffisante) qui est une composante essentielle du troisième livre du Monde. Sa pensée est aussi largement une modification de la philosophie transcendantale de Kant. George Berkeley, David Hume et les découvertes scientifiques de son temps ont également une part très importante dans le développement de son système.
Dans la préface à la deuxième édition, Schopenhauer conduit une polémique ironique contre Fichte et Hegel. Il critique sans relâche les opinions de ses contemporains, parle de « mystification » (en référence à Fichte) et d'« hégélianisme ». Dans l'ensemble, on percevra de part et d'autre des deux volumes le désaccord de Schopenhauer avec Hegel et l'énervement à son encontre pour la place qu'il pouvait occuper au sein de la société académique et du respect qu'il inspirait. De nombreux propos critiquent avec la plus grande virulence la philosophie hégélienne, allant parfois jusqu'aux invectives les plus violentes, telle la fin du chapitre 6 des Suppléments où le philosophe en personne est présenté en des termes comme « un charlatan répugnant et dépourvu d'esprit, [...] un barbouilleur d'inepties ».
Schopenhauer a été fortement influencé par la pensée de l'Inde antique. La tendance moniste de ces textes a d'ailleurs intéressé d'autres intellectuels allemands. Hegel a jugé que la pensée indienne à venir au sujet, pendant que Friedrich Schlegel publiait en 1808 son essai Über die Sprache und Weisheit der Indier (Sur la langue et la sagesse des Indiens) et qu'Auguste Schlegel apprenait le Sanskrit à Paris, ce qui amena sa nomination à Bonn en 1818. La proximité de la pensée de l'Inde antique avec Schopenhauer est néanmoins singulière. Bien qu'il ait développé l'essentiel de son système indépendamment de cette influence, Schopenhauer était déjà en contact avec l'orientaliste Frédéric Majer en 1813. Celui-ci lui transmit une traduction partielle des Upanishads, un recueil de textes de la littérature védique tardive dans lequel se trouvent les débuts de l'enseignement du brahmanisme, du bouddhisme et de l'hindouisme. Il s'agissait d'une traduction en latin (1801-1802) par l'orientaliste français Abraham Hyacinthe Anquetil-Duperron qui présentait cinquante Upanishads d'une traduction perse du XVIIe siècle. Schopenhauer appela plus tard cette anthologie « la consolation de ma vie et de ma mort ». Schopenhauer a également étudié d'autres littératures secondaires, en particulier des articles dans des revues professionnelles. Schopenhauer a souligné l'influence des Upanishad dans la préface de la seconde édition (1844) qui cite également la traduction de la Bhagavad Gita publié en 1823 par A. Schlegel. Cette deuxième édition contient également de nombreuses références supplémentaires. Sa dévotion à la pensée indienne antique se retrouve dans le nom de ses caniches qu'il appelait Atman (âme, âme du monde).

## Contexte philosophique
Dès la préface, il est indiqué qu'une bonne compréhension du  Monde comme volonté et comme représentation suppose une connaissance préalable des théories d'Emmanuel Kant, de Platon et des ouvrages antérieurs de l'auteur. Il s'agit en l’occurrence de sa thèse de doctorat, De la quadruple racine du principe de raison suffisante (1813) et De la vue et des couleurs (1816). Schopenhauer s'est toujours considéré comme plus fidèle au système métaphysique de l'idéalisme transcendantal kantien que n'importe lequel des autres philosophes de l'idéalisme allemand tardif. Le livre contient cependant une annexe intitulée « Critique de la philosophie kantienne », dans laquelle Schopenhauer rejette l'essentiel de l'éthique de Kant et d'importantes parties de son épistémologie et de son esthétique.
Schopenhauer reproche à Kant d'avoir ignoré l'expérience intérieure telle qu'intuitionnée par la volonté, laquelle serait la forme la plus importante de l'expérience. Schopenhauer a vu dans la volonté notre unique fenêtre sur le monde derrière la représentation, c'est-à-dire la chose en soi kantienne. Il croyait par conséquent possible d'acquérir connaissance de la chose en soi, ce que Kant jugeait impossible, puisque le reste de la relation entre la représentation et la chose en soi pouvait être comprise par analogie avec la relation entre notre volonté et notre corps. Selon Schopenhauer, le monde entier est la représentation d'une volonté unique dont nos volontés individuelles sont des phénomènes. De cette façon, la métaphysique de Schopenhauer va au-delà des limites que Kant avait fixées mais pas aussi loin cependant que les bâtisseurs rationalistes de systèmes qui ont précédé Kant. Parmi les autres différences importantes on note le rejet par Schopenhauer de onze des douze catégories de Kant, soutenant que la causalité seule est importante. Matière et causalité sont considérées comme une union du temps et de l'espace et donc égale l'une à l'autre.
Schopenhauer reconnaît fréquemment s'appuyer sur Platon dans le développement de ses théories, en particulier dans son esthétique, et parle de la forme platonicienne comme existant à un niveau ontologique intermédiaire entre la représentation et la volonté.

## Vocabulaire
Schopenhauer a utilisé le mot Wille (« volonté ») comme la désignation la plus familière pour le concept qui peut également être signifié par d'autres termes tels que « désir », « vouloir », « effort ». La philosophie de Schopenhauer soutient que toute la nature, y compris l'homme, est l'expression d'une volonté insatiable de vie.
Il utilise le mot Vorstellung (« représentation ») pour signifier l'idée mentale ou l'image de tout objet qui est perçu comme étant externe à l'esprit. Ce concept comprend la représentation du propre corps du sujet observant qu'il appelle l'objet immédiat car il est dans la proximité la plus étroite avec l'esprit qui est situé dans le cerveau.

## Épistémologie (volume I, livre 1)
- Première considération du monde comme représentation. La représentation soumise au principe de raison : L'objet de l'expérience et de la science.
La notion schopenhauerienne de volonté vient de la chose en soi kantienne que Kant croit être la réalité fondamentale derrière la représentation qui fournit matière à la perception mais à laquelle manque la forme. Alors que Kant considère que l'espace, le temps et la causalité sont des concepts apposés par l'esprit sur le monde, pour Schopenhauer, rien en dehors du temps et de l'espace ne pouvant être différencié, la chose en soi doit être une, et toutes les choses qui existent, y compris les êtres humains, doivent faire partie de cette unité fondamentale. Notre expérience interne est une manifestation du royaume nouménal et la volonté est le noyau intérieur de chaque être. Toute connaissance acquise des objets est considérée comme auto-référentielle car nous reconnaissons dans les autres objets la même volonté qu'en nous-même.

## Ontologie (volume I, livre 2)
- Première considération du monde comme volonté. L'objectivation de la volonté.
Dans le livre deux, l'électricité et la gravité sont décrits comme les forces fondamentales de la Volonté. La connaissance est subordonnée aux exigences de la Volonté car elle est au service de la Volonté. Schopenhauer présente un tableau pessimiste dans lequel les désirs inassouvis sont douloureux et le plaisir est simplement la sensation ressentie quand est supprimée la douleur. La plupart des désirs ne sont cependant jamais satisfaits, et ceux qui le sont, sont instantanément remplacés par d'innombrables autres destinés à n'être jamais satisfaits.

## Esthétique (volume I, livre 3)
- Seconde considération du monde comme représentation. La représentation indépendante du principe de raison : L'Idée platonicienne : L'objet de l'art.
Comme beaucoup d'autres[Qui ?] théories esthétiques, comme par exemple celle de Kant, celle de Schopenhauer se concentre sur le concept de génie. Le génie, selon Schopenhauer, est possédé par chacun à des degrés divers et se rapporte à la capacité à éprouver une expérience esthétique. Une expérience esthétique se produit quand un individu perçoit un objet et le comprend non pas en tant qu'objet individuel lui-même, mais en tant que forme platonicienne de l'objet. L'individu est alors capable de se perdre dans un objet de contemplation et, pendant un bref moment, peut échapper au cycle du désir inassouvi en devenant « le pur sujet de la volonté-moins le savoir ». Ceux qui ont un haut degré de génie sont capables de communiquer ces expériences esthétiques aux autres par le moyen de l’œuvre d'art. À partir de cette théorie, Schopenhauer considère la nature morte hollandaise comme le meilleur type de peinture car elle aide le spectateur à voir la beauté dans l'ordinaire des objets du quotidien. Il a vivement critiqué cependant les représentations de femmes nues et d'aliments comme des stimulations du désir qui détournent ainsi le spectateur de l'expérience esthétique et de la possibilité de devenir « pur sujet de la volonté-moins le savoir ».
La musique occupe aussi une place privilégiée dans l'esthétique de Schopenhauer car elle est en relation particulière avec la Volonté. Alors que les autres formes d'art sont des imitations des Idées des réalités du monde, la musique est une copie directe de la volonté, entendue comme chose en soi.

## Éthique (volume I, livre 4)
- Seconde considération du monde comme volonté. Après l'accomplissement de la connaissance de soi, affirmation et négation de la volonté de vivre.
Schopenhauer affirme dans ce livre faire une exposition purement descriptive du comportement éthique dans lequel il identifie deux types de comportement : l'affirmation et la négation de la volonté.
Selon Schopenhauer, la Volonté (la Volonté qui est la chose-en-soi, et non pas les volontés individuelles (les volitions) des humains et des animaux qui sont de simples phénomènes de la Volonté) entre en conflit avec elle-même par l'égoïsme dont chaque être humain et animal est doué. La compassion naît d'une transcendance de cet égoïsme (la pénétration de la perception illusoire de l'individualité, de sorte que l'on peut compatir avec la souffrance de l'autre) et peut servir d'indice à la possibilité d'aller au-delà du désir et de la Volonté. Schopenhauer nie catégoriquement l'existence de la « liberté de la volonté » dans le sens conventionnel du libre arbitre et laisse seulement pressentir comment la Volonté peut être amoindrie ou niée mais n'est pas susceptible de changement et sert de racine à la chaîne du déterminisme causal. Son éloge de l'ascétisme le conduit à une très haute opinion du bouddhisme et de l'hindouisme Vedanta ainsi que de certaines sectes monastiques du catholicisme. Il a exprimé du mépris pour le protestantisme, le judaïsme et l'islam qu'il voyait comme des religions optimistes, dépourvues de métaphysique et cruelles envers les animaux. Selon Schopenhauer, la vérité profonde de l'affaire c'est que dans le cas de l'affirmation de la Volonté - ce qui arrive lorsqu'une personne exerce sa volonté individuelle non seulement pour son propre épanouissement mais pour la domination indue d'autrui - elle ignore qu'elle est réellement identique avec la personne à laquelle elle fait du tort alors que la Volonté se blesse constamment elle-même, et la justice est rendue au moment où le crime est commis puisque la même personne métaphysique est à la fois criminelle et victime.
Schopenhauer discute longuement du suicide, observant qu'il ne détruit pas la Volonté ou une partie de celle-ci de manière substantielle puisque la mort est simplement la fin d'un phénomène particulier de la Volonté qui est ensuite réarrangée. Par l'ascèse qui est négation absolue de la Volonté, on peut lentement affaiblir la volonté individuelle de façon beaucoup plus efficace que le suicide violent qui en fait est en quelque sorte une affirmation de la Volonté.
La conclusion est que l'on peut avoir une vie tolérable non pas par l'élimination complète du désir, car cela conduirait à l'ennui, mais en devenant un observateur détaché de sa propre volonté et en étant constamment conscient du fait que la plupart de nos désirs resteront insatisfaits.

## Critique de la philosophie kantienne
À la fin du livre 4, Schopenhauer a joint une analyse approfondie des mérites et des défauts de la philosophie de Kant. La critique de Schopenhauer de la philosophie kantienne affirme que la plus grande erreur de Kant fut l'absence de distinction entre la connaissance perceptive et intuitive (l'entendement au sens de Schopenhauer) et la connaissance conceptuelle et discursive (la raison). Une des plus grandes contributions de Kant, selon Schopenhauer, est la distinction entre le phénomène et la chose en soi ; une autre est celle entre caractère intelligible et caractère empirique.

## Suppléments
Les Suppléments (1844) se composent d'essais développant des sujets couverts dans le premier volume (1819). On note en particulier ses réflexions sur la mort et sa théorie de la sexualité dans laquelle il voyait une manifestation de la Volonté pour s'assurer de sa perpétuation en privant les hommes de leur raison et de leur santé mentale dans leurs désirs amoureux. Sa franchise sur le sujet est inhabituelle pour l'époque et le rôle central de la sexualité dans la vie humaine est maintenant largement accepté. Sa théorie de la génétique est cependant erronée : il soutenait que les hommes héritent leur Volonté et donc leur caractère de leurs pères et qu'ils héritaient leur intelligence de leurs mères, fournissant des exemples de biographies de personnages historiques pour illustrer cette théorie. le volume contient aussi de très nombreuses attaques contre les philosophes contemporains de Schopenhauer tels que Fichte, Schelling et Hegel.

## Influence
Avec l'idée de volonté, Schopenhauer a imprimé une marque distinctive sur la psychologie du début du XXe siècle. La notion d'inconscient est présente dans la volonté de Schopenhauer, et sa théorie de la folie est conforme à ce qui est aujourd'hui admis.
Que ce soit par exemple la théorie de la sexualité de Sigmund Freud, notamment dans sa métapsychologie de 1915 (Pulsions et destins de pulsions, Le refoulement, L'inconscient), de nombreuses analogies existent comme le contour d'une psychologie de l'inconscient, implicite dans les écrits de Schopenhauer. Freud écrivait en 1917 : « Parmi les philosophes précurseurs, il convient de mentionner en particulier le grand penseur Schopenhauer, dont la volonté inconsciente peut être assimilée aux instincts de la psychanalyse ». Karl Gustav Jung enfin, inspiré par les leçons de Schopenhauer sur l'Extrême-Orient, écrit sa thèse sur l'inconscient collectif. Jung mentionne régulièrement Schopenhauer dans ses écrits et parle même à un moment donné de la psychologie comme une continuation de « l'héritage de Schopenhauer ».
Nietzsche, Wittgenstein, Jung, Borges, Wagner et nombre d'autres penseurs et artistes ont été fortement influencés par sa pensée. Maupassant écrivit une nouvelle, Auprès d'un mort, dédiée au maître de Francfort. La lecture du monde comme volonté et représentation suscita l'intérêt de Nietzsche pour la philosophie. Nietzsche admettait que Schopenhauer était l'un des quelques penseurs qu'il respectait, lui consacrant notamment la 3e de ses Considérations inactuelles, (Schopenauer éducateur, 1874). La Naissance de la tragédie et, dans un degré moindre, Humain trop humain témoignent également de l'influence de Schopenhauer sur le jeune Nietzsche, avant que ce dernier ne s'en déprenne (au point de présenter Schopenhauer, dans la 3e dissertation de la Généalogie de la morale, comme un exemple-type de décadence).
La Volonté, concept majeur de Schopenhauer, ressemble étroitement à des exemples classiques de monisme tels que présentés par les Upanishads et la philosophie Vedanta. Schopenhauer a également développé quelques idées prémonitoires de la théorie de l'évolution avant que Charles Darwin ne commence à publier ses travaux. Par exemple l'idée que toute vie cherche à se préserver et à engendrer une nouvelle vie et que nos facultés mentales sont simplement des outils pour des fins.
Son intérêt pour la philosophie orientale a apporté de nouvelles idées en Occident. Son respect pour les droits des animaux — y compris son opposition véhémente à la vivisection — a conduit de nombreux militants des droits des animaux à s’intéresser à lui.
Les idées de Schopenhauer sur les concepts, la langue et la sophistique ainsi que son essai La Dialectique éristique ont influencé Wittgenstein dans ses essais sur le langage et le jeu de langage. Albert Einstein également fut très tôt un lecteur passionné des écrits de Schopenhauer.

## Traductions françaises
La traduction d'Auguste Burdeau (1885, révisée par Richard Roos et publiée aux PUF en 1966) a longtemps été le seul texte de référence (elle est basée sur l’édition Frauenstaedt de 1873). Saluée, sans doute par boutade anti-allemande, par Friedrich Nietzsche dans Le Cas Wagner (Où Wagner est à sa place), elle est réputée avoir su conserver les atours « littéraires » du texte original, au détriment parfois de la justesse littérale. En 2009, les éditions Gallimard proposent une nouvelle traduction commentée (les concepts principaux sont traduits différemment, ainsi Wille zum Leben est rendu par « volonté de vivre » et non plus « vouloir-vivre »), qui tient compte de l'évolution du texte entre 1819 et 1859, et prétend à une plus grande précision philosophique, parfois au détriment cette fois de sa qualité littéraire ou de sa clarté.
Un exemple parmi d'autres : si on prend ce passage du Supplément 36 intitulé Remarques détachées sur l'esthétique des arts plastiques (PUF, 1154) ou Remarques diverses sur l'esthétique des Beaux-arts, on lit : « Et ici encore il se produit un phénomène analogue pour le poète : ce qui, lié à la volonté donnerait la simple expérience du monde, devient une fois séparé de la volonté, grâce à un excès anormal d'intelligence, la faculté d'expression objective et dramatique » à comparer à « Et là aussi, de façon analogue, cette même chose qui, si elle demeurait attachée à la volonté, ne serait que sagesse mondaine <Weltklugheit>, devient chez le poète, si elle est séparée de la volonté grâce à la prépondérance anormale de l'intellect, la capacité de représentation objective, dramatique ».

#### Texte de référence
- (fr) Arthur Schopenhauer, Le monde comme volonté et comme représentation (Die Welt als Wille und Vorstellung, 1813), traduit par Auguste Burdeau, édition revue par Richard Roos, Préface de Clément Rosset, Paris, PUF / Quadrige, 2014.

#### Études
(Par ordre alphabétique)
- (fr) Jean Lefranc (dir.), Cahier Schopenhauer, Cahiers de L'Herne, 1997  (ISBN 2851970798)
- (de) Rudolf Malter, Transzendentalphilosophie und Metaphysik des Willens, Stuttgart, 1991.
- (fr) Jean-Bernard Paturet, « La scène du même et de l’autre : Schopenhauer et Freud », dans Jean-Bernard Paturet (dir.), Introduction philosophique à l'œuvre de Freud, Érès, 1990, p. 57-75, [lire en ligne]
- (fr) Jean-Marie Paul, « Schopenhauer (Arthur) », dans Dictionnaire du monde germanique , Dir: É. Décultot, M. Espagne et J. Le Rider, Paris, Bayard, 2007, p. 1036-1037  (ISBN 9782227476523)